# درو بيري
درو بيري (بالإنجليزية: Drew Berry)‏ هو رسام رسوم متحركة أمريكي، ولد في 1970.